# S*CREW
| スーパー耐久イメージガール “Super Girls” |                          |                 |
| 通番                                     | ユニット名               | 年度            |
| 10代目                                   | JUICY（ジューシィ）      | 2009年 - 2010年 |

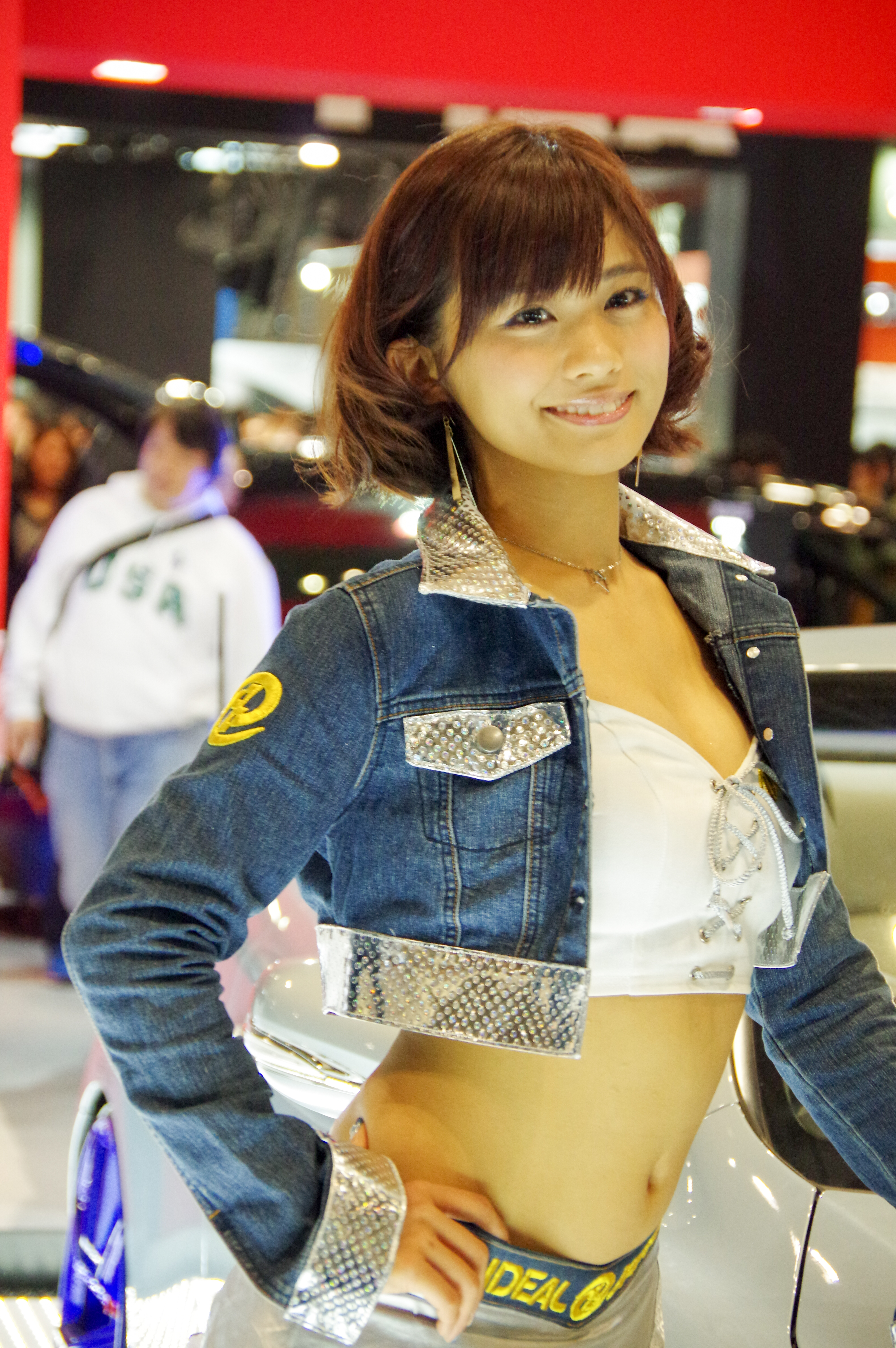
歴代最長の4年連続でスーパー耐久イメージガールを務めた安枝瞳（2016年1月16日、東京オートサロンにて）

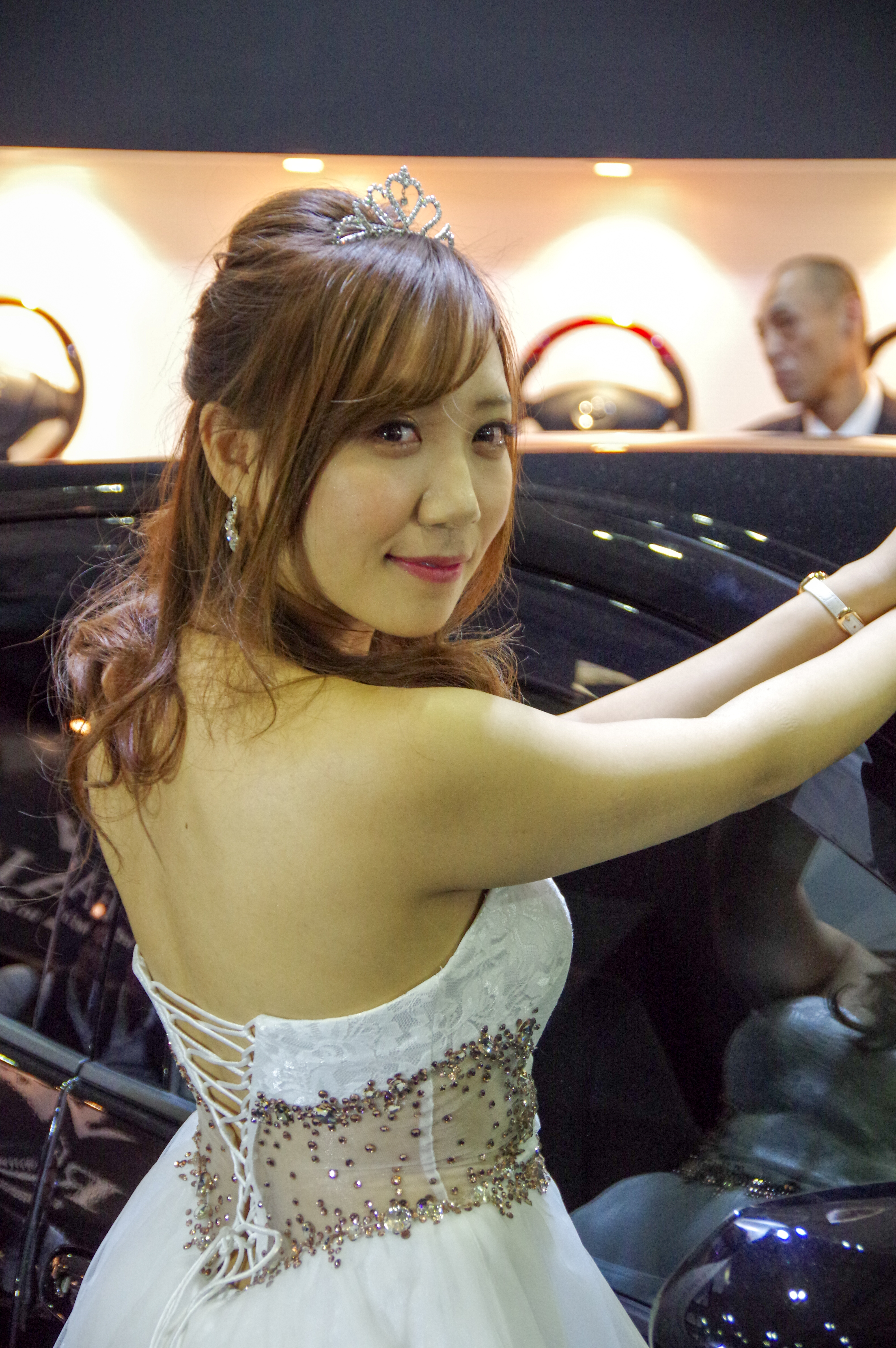
安枝に続く3年連続でS耐イメージガールを務めた双月南那（2016年1月16日）

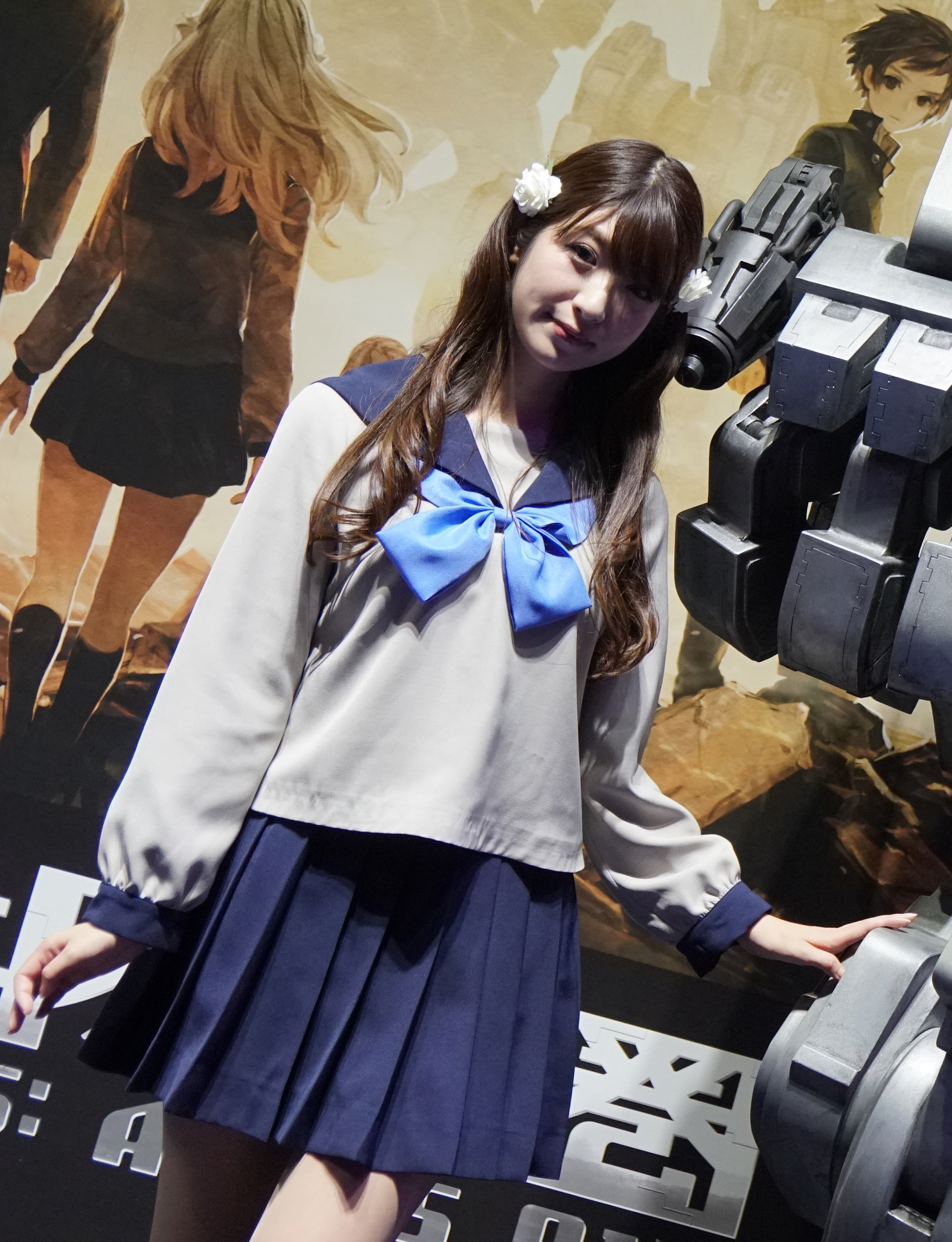
2013年のS*CREWメンバーだった小田原れみ（2017年9月22日、東京ゲームショウにて）

| 11代目                                   | S＊CREW（エスクルー）    | 2011年 - 2014年 |
| 12代目                                   | Nextyle.（ネクスタイル） | 2015年          |

S＊CREW（エスクルー）は、日本の芸能事務所「スタイルコーポレーション」に所属していた女性アイドルグループ。2011年から2014年までの4年間、スーパー耐久のイメージガールユニットとして活動した。

## 概要
2年間イメージガール活動を続けたJUICYの後を引き継ぐ、通算11代目のスーパー耐久イメージガールユニットとして2011年4月18日にメンバーが発表され、同年5月2日に六本木morph-tokyoで行われた『スタイルコーポレーション チャリティLIVE』においてユニット名が発表された。ユニット名はすべてを巻き込むという意味の「SCREW」（スクリュー）にスタイルコーポレーション（Style Corporation）の頭文字である“S”と仲間を意味する“CREW”（クルー）を掛けて付けられた。サイバードホールディングス系列の情報・通信業者である「エスクルー」とは何の関係も無い。
2012年以降も同じ名称で引き続きS耐のイメージガールユニットを継続したが、発足から残った安枝瞳は史上最長の4年間に渡りイメージガールを務めた。ちなみにメンバーが大幅に変わってもユニット名が残ったのは「桜三世」（2004年 - 2005年）以来である。また、このユニット参加が本格デビューとなった新人が目立つのも特徴だった。

## メンバー
| 名前       | よみ            | 生年月日（年齢）       | 出身地   | 血液型 | 在任年         | 備考                                                        |
| ---------- | --------------- | ---------------------- | -------- | ------ | -------------- | ----------------------------------------------------------- |
| 安枝瞳     | やすえだ ひとみ | 1988年3月23日（37歳）  | 大阪府   | A型    | 2011年- 2014年 | キャプテン担当 歴代最長の4年連続選出                        |
| 湯原さき   | ゆはら さき     | 1988年6月14日（36歳）  | 宮城県   | O型    | 2011年         |                                                             |
| 山岡実乃里 | やまおか みのり | 1988年10月16日（36歳） | 千葉県   | A型    | 2011年         |                                                             |
| 西山未織   | にしやま みおり | 1989年3月27日（36歳）  | 宮崎県   | O型    | 2011年         | 現在は「黒木未織」として活動 シンボルカラー：ピンク         |
| 吉口加奈子 | よしぐち かなこ | 1988年6月30日（36歳）  | 大阪府   | B型    | 2012年         |                                                             |
| 胡南侑里   | こなん ゆり     | 1989年7月30日（35歳）  | 埼玉県   | O型    | 2012年         | 現在はアットワークに所属し 「羽野百合絵」として活動         |
| 双月南那   | ふたつき なな   | 1992年9月15日（32歳）  | 岐阜県   | A型    | 2012年         | 現在は「永瀬那奈」としてスターヒルに所属                    |
| 小田原れみ | おだわら れみ   | 1990年9月7日（34歳）   | 神奈川県 | AB型   | 2013年         | 現在はスターヒルに所属 2013年Rockford Fosgateイメージガール |
| 朝陽しおり | あさひ しおり   |                        |          |        | 2014年         |                                                             |
| 岬ゆうか   | みさき ゆうか   | 1991年12月19日（33歳） | 東京都   | AB型   | 2014年         |                                                             |

メンバーについて
- 2011年は4人とも1980年代生まれに統一されたが、メンバー全員が1980年代生まれのS耐イメージガールはこの年が最後となっている[注釈 1]。西山は平成生まれとしては伊藤友美（2008年「JEWEL」）以来のS耐イメージガールとなった。
- 2013年はJEWEL以来、5年ぶりの3人編成となった。小田原は2006年「St.Cherish」の小田島ゆいが同年7月に脱退して以来、7年ぶりとなる血液型AB型のS耐イメージガールであった。
- 2014年度メンバーは同年3月16日に六本木morph-tokyoで行われた『STYLE CO. 15th Anniversary Live “Super Girls Historic”』において発表され、2名の新メンバーが加わった。また本ユニットからの派生ユニットとして、安枝と双月が『KUCHIBIRU NETWORK』（クチビルネットワーク、略称：KBNW）を結成しライブ活動を行っていた。

### 岬ゆうか
岬 ゆうか（みさき ゆうか・1991年12月17日 - ）は、東京都出身の女性モデルである。身長172cm、血液型はAB型。愛称は「ゆうかまん」。
元AV女優の「みさき優香」とは別人である。
- 2014年のS耐と並行で同年度のRockford Fosgateイメージガールを担当[7]。また同年9月の東京ゲームショウではDMM.comブースのコンパニオンを務めた[8]。
- 趣味はショッピング、マリンスポーツ。特技は書道（5段）、ピアノ。
- 歴代のS*CREWメンバーで最も長身。身長186cmという弟[9]（5歳下[10]）がいる。
- ギャルファッションモデルの根本弥生は高校時代の同級生[11]。
- 2016年2月28日に行われた撮影会をもってスタイルコーポレーションを退所した[12]。

### 朝陽しおり
朝陽 しおり（あさひ しおり）は、モデル、レースクイーンである。愛称は「しーちゃん」。
- 趣味はドライブ、読書。特技はヨガ。

### 湯原さき
湯原 さき（ゆはら さき・1988年6月14日 - ）は、宮城県出身の元レースクイーンである。身長：163cm、血液型はO型。
- 本ユニットでデビューした新人。この年の開幕戦が行われたスポーツランドSUGOが所在する宮城県出身者としては2008年「JEWEL」の伊藤友美以来のS耐イメージガールとなった。ユニット卒業と共にスタイルを退所。同時に個人ブログも閉鎖している。
- S*CREWでのシンボルカラーは青。
- 趣味はダーツ、ヨガ、料理。
- フェイシャルエステティシャンの資格を持っている。

### 山岡実乃里
山岡実乃里（やまおか みのり・1988年10月16日 - ）は、千葉県松戸市出身のタレント、元レースクイーンである。愛称は「みのむし」。身長：162cm、血液型はA型。
- S*CREWでのシンボルカラーは黄色。
- 2010年よりボートレース「テレボートカップ」のイメージガール“テレガール”の2期生として3年間活動[14]。S耐と並行で2011年のRockford Fosgateイメージガールも務めていた。
- S*CREW卒業後の2012年は同じ事務所に所属していた大沢花南と共にSUPER GT「DIJON RACING “DIJON娘 私立日本橋高校RQ倶楽部 アルバムプラネット☆プリンセス”」の一員として活動していた。その後2013年のSUPER GTでは「RUNUP GROUP “スリーヴィ・ガールズ”」[15]を務め、2014年は全日本ロードレース選手権にて「PITDUKE&松戸FLASH “DUKE GAL”」を担当[16]。同年7月の鈴鹿8耐にも参加した[17]。2015年は「にゃんこ大戦争ガール」としてSUPER GT（LEXUS TEAM Keeper TOM'S）・スーパーフォーミュラ（LEXUS TEAM PETRONAS TOM'S）の2カテゴリーでRQ活動をしていた[18]。
- 安枝瞳がレギュラー出演している青森テレビ（ATV）のローカルパチンコ番組『ぱちロケ』（2013年4月-）でナレーションを担当したことがある[19]。
- 2015年4月24日には初のソロ・イメージDVD『天真爛漫』（グラッソ）を発売した。
- 3人兄妹の2番目で、兄と弟がいる[20]。
- メイクアップアーティストの資格を持っている。
- 2016年1月17日、東京オートサロン2016への出演を最後にスタイルコーポレーションを退所。同時にレースクイーン業からも卒業した[21]。

### 吉口加奈子
吉口 加奈子（よしぐち かなこ・1988年6月30日 - ）は、大阪府出身のモデル、元レースクイーンである。身長：160cm。愛称は「かにゃん」。
- 大分県の大学を中退後に上京[23]。同じ事務所の真野淳子、桃川祐子と共に2011年のSUPER GT「D'Station フレッシュエンジェルズ」の一員として活動していた。
- 趣味は編み物、買物。特技は料理、ダンス。
- 兄が1人いる[24]。
- 歴代のS*CREWメンバーで唯一の血液型B型である。

### 胡南侑里
- 1989年7月31日生まれ、埼玉県出身、O型、身長：160cm。愛称は「コナンちゃん」。
本ユニットでデビューの新人。
趣味は料理。特技はキックボクシング、ゴルフ。
妹が1人いる[25]。
現在はスタイルを離れ、本名の「羽野百合絵」（はの ゆりえ）としてアットワークに所属している[26]。

## 作品

### DVD
- NO SCREW WE! S*CREW（2011年8月28日発売）

### CD
- I WANNA BE LOVING YOU（2011年10月22日発売）

1. Wanna Be（作詞：Revival Stance、作曲・編曲：MON-T）
2. Daisuki（作詞：Revival Stance、作曲・編曲：MON-T）
3. Wanna Be（Inst.）
4. Daisuki（Inst.）

- 強くなるために／心に咲く花（2012年8月29日発売）

1. 強くなるために（作詞・作曲：テツタロー、編曲：荒木類）
2. 心に咲く花（作詞・作曲：テツタロー、編曲：荒木類）
3. 強くなるために（Inst.）
4. 心に咲く花（Inst.）

- √3SHINE（ルートサンシャイン）（2013年4月21日発売）

1. √3SHINE（作詞：S＊CREW・Yoshi、作曲・編曲：木村基禎）
2. √3SHINE（Inst.）

- FRESH!!!（2013年8月31日発売） - ジャケット写真は吉口加奈子が撮影した[27]。

1. FRESH!!!（作詞：S＊CREW・Yoshi、作曲・編曲：木村基禎）
2. FRESH!!!（Inst.）

#### KUCHIBIRU NETWORK
- Time to say goodbye to you（2014年11月19日発売）

1. Time to say goodbye to you（作詞：Azuki、作曲：テツタロー、編曲：荒木類＆根岸和寿）
2. トランク（作詞：安枝瞳、作曲・編曲：根岸和寿） - 安枝ソロ曲
3. Make my day（作詞：KBNW、作曲：根岸和寿、編曲：荒木類＆根岸和寿）

## エピソード
- 2011年度のスーパー耐久は同年3月11日に発生した東日本大震災の影響でレースのスケジュールが大幅に変更されたため、開幕戦が5月28日と29日のスポーツランドSUGOと例年より2ヵ月ほど遅かった。そのせいかイメージガールの発表も例年の3月から4月に延期となっている。ちなみにSUGO戦では山岡が大阪府の泉大津フェニックスで行われた「Audio Car Gallery 2011」にRockford Fosgateイメージガールとして出演していたために不参加[28]となり、残る3人のみの出演となった。
  - また上記の震災の影響で9月17日と18日にスペシャルステージとして予定されていた仙台ハイランド戦が中止となった[29]（翌2012年以降は大分県のオートポリスで開催されるようになる[30]）。その後2014年9月で閉鎖することが発表されたため[31]、同ハイランドにおけるスーパー耐久レースの開催は2010年が最後となった。
- スーパー耐久レース時のイベントステージでは、会場によりJUICYもライブ出演しており、日によってはJUICYの後にS*CREWがライブを行うこともあった[32]。ちなみに2011年9月28日にSHIBUYA DESEOで行われた「Love Mark Festival Vol.3」ではJUICYとS*CREWが共演している[注釈 2]他、同年11月23日の「Style Corporation AUTUMN FESTA 2011」（於：MLB Cafe TOKYO2階“act*square”）では、西山がJUICYメンバー4人と共にKARAの『ミスター』を歌った[33]。
- 東京オートサロンのライブステージには2013年のみ出演している[注釈 3]。ちなみに2013年の東京オートサロンでは、小田原がAbflug×PentRoofブースのモデルとして参加[35]。2014年の同サロンでは、岬がM'z Speedブースのモデルを務めた[36]。
- メンバーのうち安枝と朝陽、岬はゴルフ雑誌『GOLF TODAY』（三栄書房）の「GTバーディーズ」に参加していた[注釈 4]。
- 活動期間4年間は、歴代のS耐イメージガールユニットとしては最長記録で、スタイルコーポレーション所属者のグループとしては、JUICY（2009年結成 - 2017年3月解散[37]）に次ぐ長期活動であった。なお、安枝と双月が組んでいた『KUCHIBIRU NETWORK』は、S*CREW消滅後も活動を続けていたが、2016年3月31日に豊嶋咲樹が加入したのを機にユニット名を『SISTER LOOP VII』（シスターループセブン）と改めた[38][注釈 5]。